# Patrick Cranshaw
Patrick Cranshaw (* 17. Juni 1919 in Bartlesville, Oklahoma; † 28. Dezember 2005 in Fort Worth, Texas) war ein US-amerikanischer Schauspieler.

## Leben
Patrick Cranshaw spielte in seiner 50-jährigen Karriere in über 50 Kino-, Video- und Fernsehproduktionen und weiteren mehr als 50 Gastrollen in Fernsehserien mit. Er spielte unter anderem in kleineren Rollen in Arthur Penns Bonnie und Clyde (1967), Moving – Rückwärts ins Chaos (1988), Die Beverly Hillbillies sind los! (1992) und Joel & Ethan Coens Hudsucker – Der große Sprung (1994). Seine letzte größere Rolle spielte er 2005 in Herbie Fully Loaded – Ein toller Käfer startet durch. Cranshaw spielte oft Rollen wie Bankangestellte, Vertreter, Manager und Großväter.
Am 28. Dezember 2005 verstarb Cranshaw im Kreise seiner Familie an den Folgen einer Lungenentzündung.

## Filmografie (Auswahl)
- 1967: Bonnie und Clyde (Bonnie and Clyde)
- 1983: After MASH
- 1985: Pee-Wee’s irre Abenteuer (Pee-wee’s Big Adventure)
- 1988: Moving – Rückwärts ins Chaos (Moving)
- 1993: Die Beverly Hillbillies sind los! (The Beverly Hillbillies)
- 1994: Hudsucker – Der große Sprung (The Hudsucker Proxy)
- 1996: Alle sagen: I love you (Everyone Says I Love You)
- 1997: Nix zu verlieren
- 2000: Best in Show
- 2003: Monk (Fernsehserie, Folge 2x05)
- 2003: Old School – Wir lassen absolut nichts anbrennen (Old School)
- 2003: Partyalarm – Finger weg von meiner Tochter (My Boss’s Daughter)
- 2003: Air Bud 5 – Vier Pfoten schlagen auf (Air Bud: Spikes Back)
- 2005: Herbie Fully Loaded – Ein toller Käfer startet durch (Herbie: Fully Loaded)
- 2006: Air Buddies – Die Welpen sind los (Air Buddies)